# Ludwigia anastomosans
Ludwigia anastomosans är en dunörtsväxtart som först beskrevs av Dc., och fick sitt nu gällande namn av Kanesuke Hara. Ludwigia anastomosans ingår i släktet ludwigior, och familjen dunörtsväxter. Inga underarter finns listade i Catalogue of Life.